# District de Sannohe
Le district de Sannohe (三戸郡, Sannohe-gun) est un district de la préfecture d'Aomori, au Japon.

## Géographie

### Démographie
Lors du recensement national de 2000, la population du district de Sannohe était de 90 074 habitants pour une superficie de 1 061 km2.

### Municipalités du district
- Sannohe
- Gonohe
- Takko
- Nanbu
- Hashikami
- Shingō